# Zagrebačka banka
Zagrebačka banka već je godinama vodeća banka u  Hrvatskoj; po kvaliteti proizvoda i usluga, tehnološkoj inovativnosti, mreži samouslužnih uređaja te uspješnim poslovnim rezultatima.
U  Hrvatskoj posluje s više od šezdeset tisuća korporativnih klijenata i više od 1,1 milijuna građana (Grupa Zagrebačke banke ima 2,3 milijuna klijenata). S tržišnim udjelom od 26 posto na domaćem bankarskom tržištu zauzima uvjerljivo vodeće mjesto. Istraživanja kontinuirano pokazuju da između 92 i 97 posto građana  Hrvatske prepoznaje Zagrebačku banku kao najjači bankarski brand na tržištu. 
Od ožujka 2002. godine članica je Grupe  UniCredit, jedne od najuspješnijih financijskih grupacija u  Europi, i jedna od vodećih banaka u Srednjoj i istočnoj Europi (SIE).
Pridružena društva Zagrebačke banke jesu Allianz ZB d.o.o. (društvo za upravljanje obveznim mirovinskim fondom), Allianz ZB d.o.o. (društvo za upravljanje dobrovoljnim mirovinskim fondom) i MultiPlus Card d.o.o.
Građani Zagrebačku banku povezuju s atributima sigurnosti, veličine, naprednosti, ali i tradicije. Ono po čemu je Zagrebačka banka danas konkurentna na tržištu jest – banka savjetnik i partner u svim specifičnim potrebama i situacijama svojih klijenata, banka koja nudi pouzdana rješenja, otvorena i odgovorna, banka koja se prema klijentima odnosi s povjerenjem.
U tužbi Udruge Franak i Udruge zaštite potrošača iz 2012. godine jedna je od vodećih tuženih banaka zbog nekorektnog i nezakonitog odnosa prema klijentima. U srpnju 2013. godine sud je donio prvostupanjsku presudu po kojoj je Zagrebačka banka i ostali okrivljena po svih 5 točaka optužnice.

## Usluge
- Računi i plaćanja
- Štednje i ulaganja
- Kartice
- Bankomati
- e-zaba
- m-zaba
- Osiguranja
- Investicijski fondovi
- Dobrovoljni mirovinski fondovi
- Krediti
- Platni promet
- e-Račun
- Investicijsko bankarstvo
- Financiranje investicijskih projekata
- Brokerski poslovi
- Savjetovanje
- Financiranje korisnika EU projekata

## Povijest[6]

### 1914.–1960.
Zagrebačka banka započela je s poslovanjem još davne 1914. pod imenom Gradska štedionica.
Godine 1924. započinje izgradnja reprezentativne palače u kojoj poslovnica Gradska štedionica posluje i danas, a 1926. godine izgradnja najveće zagrebačke tržnice  Dolac. Godinu dana kasnije osniva se „Fond zagrebačke gradske općine za izgradnju malih kuća“, što je omogućilo nicanje novih zagrebačkih  naselja.
Godine 1929. Gradska štedionica preuzima i renovira parnu uspinjaču za vezu s  Gornjim gradom, a 1935. pokreće akciju kućne štednje – uvedene su štedne kasice. Godine 1939. zgrada Gradske štedionice potpuno je završena, a u njezinu su sklopu i Gradska kavana i Gradski podrum.
Od 1945. do 1953. godine cjelokupno bankarsko poslovanje i poslovanje štedionice prenosi se na Narodnu banku Jugoslavije, a Gradska štedionica prestaje poslovati kao samostalna novčarska institucija. Godine 1946. preimenovana je u Gradsku štedionicu Zagreb, a 1953. osnovana je Gradska štedionica kao samostalna bankarska ustanova. Godine 1959. Gradska štedionica pomaže u izgradnji zračne luke na Plesu.
Godine 1962. Gradska štedionica ušla je kao filijala u sklop Komunalne banke Zagreb. Sjedište Komunalne banke 1964. seli se s Trga Republike u Paromlinsku cestu, a iste godine nakon velike poplave Zagreb se obnavlja uz povoljne kredite za sanaciju posljedica od poplave. Godine 1966. Komunalna banka preimenovana je u Kreditnu banku Zagreb koja ubrzo postaje dijelom sustava Udruženja poslovnih banaka u Zagrebu.

### 1970.–1980.
Početkom 70-ih osnovana je Udružena banka Zagreb; jedna od pet njezinih članica bila je i tadašnja Kreditna banka. 
Godine 1971. otvorena je poslovnica u Vlaškoj, u spomen na književnika Augusta Šenou nazvana „Zlatarevo zlato“, i osnovana štedionica za mlade „Pčelica“. Prvi priručnik „Škola i štednja“ tiskan je 1973., a iste godine Gradska štedionica sudjeluje u financiranju izgradnje dvorane „Vatroslav Lisinski“.
Potkraj 70-ih osnivači Kreditne banke Zagreb i Jugobanke udružuju se u Zagrebačku banku. Zagrebačka banka 1989. postaje prvom bankom u bivšoj državi koja je postala moderno dioničko društvo.
Godine 1989. instaliran je prvi bankomat.

### 1990.–2000.
Već 1991. Zagrebačka banka prva je hrvatska banka koja primjenjuje međunarodne računovodstvene standarde, a 1995. kao prva hrvatska banka usklađuje poslovanje sa Zakonom o trgovačkim društvima i osniva Upravu i Nadzorni odbor. Dionice Zagrebačke banke 1995. uvrštene su na Zagrebačku burzu, a 1996. i na međunarodno tržište Londonske burze. Zagrebačka banka prva je hrvatska banka koja je uvela kartično poslovanje – Eurocard i MasterCard kartice.
Zagrebačka banka je i prva hrvatska banka koju su 1997. ocijenile tri inozemne agencije za rejting. Ugledni financijski časopisi Euromoney, Global Finance, Central European i Business Central Europe proglašavaju je najboljom domaćom bankom u 1997. Iste su godine njezine dionice proglašene najlikvidnijima na tržištu, dobiva i nagradu za najbolje odnose s javnošću te uvodi ESOP program, dajući mogućnost zaposlenicima da pod povoljnim uvjetima postanu dioničarima Banke.
Zagrebačka banka prva je banka u svijetu koja je izdala GDR-e denominirane u eurima 1998. te je prva hrvatska banka koja je iste te godine osnovala specijaliziranu stambenu štedionicu.
Godine 1999. Zagrebačka banka s Allianzom preuzima tadašnje Adriatic osiguranje.

### Od2000.do danas
Više zlatnih i na kraju kristalnu kunu osvaja 2000., 2001. i 2002. godine. Banka dobiva nagrade i kao donator godine, najbolji partner poduzetnicima te za doprinos u zaštiti okoliša.
Godine 2000. pokrenuta je e-zaba za poslovne subjekte, osnovan Centar Kaptol i društvo ZB Invest za upravljanje investicijskim fondovima Zagrebačke banke. Godine 2001. poslovanje se širi u Bosnu i Hercegovinu, a osnivaju se Allianz ZB d.o.o., društvo za upravljanje obveznim mirovinskim fondom (Allianz New Europe Holding GmbH vlasnik je 51 %, a Zagrebačka banka 49 %) i društvo ZANE d.o.o. specijalizirano za poslovanje nekretninama u stopostotnom vlasništvu Zagrebačke banke. U 2002. pokrenuta je e-zaba za građane.
Od ožujka 2002. Zagrebačka banka postaje dijelom Grupe UniCredit, jedne od najjačih financijskih grupacija u Europi koja djeluje na ukupno 17 ključnih tržišta s oko 9000 poslovnica. Do danas je lider na domaćem tržištu i jedna od najuspješnijih članica grupacije UniCredit.
Godine 2005. pokrenut novi Kontakt centar Zagrebačke banke. Nova usluga m-zaba uvedena je 2008. godine, a MultiPlusCard – koalicijski program nagrađivanja Zagrebačke banke i partnera 2010.
Godine 2013. Zagrebačka banka potpisuje ugovor o financiranju s Međunarodnom zračnom lukom Zagreb te je otvoreno gradilište za izgradnju nove zračne luke na Plesu.

## Donacije isponzorstva
Zagrebačka banka desetljećima snažno podupire kulturu i umjetnost, odigravši bitnu ulogu u obnovi i izgradnji mnogobrojnih spomenika kulturne baštine, organizaciji velikih izložbi, djelovanju raznih kazališnih i koncertnih kuća, izdavanju knjiga, kupnji instrumenata, školovanju mladih umjetnika...
Tijekom godina Zagrebačka banka ostvarila je suradnju s velikim muzejskim kućama kao što su Muzej za umjetnost i obrt, Muzej Grada Zagreba, Galerija „Klovićevi dvori“ te Muzej „Mimara“, zatim s kazališnim kućama kao što su Hrvatsko narodno kazalište Zagreb, Hrvatsko narodno kazalište Split, Hrvatsko narodno kazalište Ivana pl. Zajca Rijeka i Gradsko kazalište Marina Držića Dubrovnik. Banka pruža višegodišnju potporu Akademiji likovnih umjetnosti i Koncertnoj dvorani „Vatroslav Lisinski“, surađuje sa Zagrebačkom filharmonijom i Zagrebačkim solistima i dugogodišnji je pokrovitelj mnogobrojnih regionalnih i lokalnih festivala i kulturnih događanja.
U području brige o zajednici Banka je godinama jedan od glavnih partnera civilnog sektora; jedan je od najistaknutijih primjera Natječaj za dodjelu donacija putem kojega je u 14 godina (tijekom kojih je doniran 21 milijun kuna) na transparentan i objektivan način pružena financijska pomoć vrijednim projektima udruga i javnih ustanova, a koji je potaknuo mnogobrojne tvrtke da prema sličnom načelu organiziraju dodjele donacija. 
Također, Zagrebačka banka od 2005. dodjeljuje svoju Donaciju godine te je poduprla i aktivno sudjelovala u nekim od većih nacionalnih projekata, kao što su posljednjih godina bile „Petrova trudionica“, za obnovu Odjela trudničke patologije II Petrove bolnice u Zagrebu na kojem leže žene s visokorizičnim trudnoćama iz cijele Hrvatske, „Korak u život“, za stipendiranje djece bez roditeljske skrbi koja žele nastaviti svoje školovanje na fakultetima, zatim akcija „I riječi liječe“, udruge „Sve za nju“ za opremanje i početak rada Centra za psihološku pomoć ženama oboljelim od raka. U 2012. Donacija godine dodijeljena je za natječaj „Moj motiv“ pokrenut u suradnji s Hrvatskom obrtničkom komorom kojim se nagradilo originalne proizvode s prepoznatljivim tradicijskim motivom ili izrađene obrtničkom tehnikom, a koji će uspjeti i biti održivi na suvremenom tržištu. U 2013. Donacija godine dodijeljena je putem projekta MOJ ZABA START koji je imao za cilj poduprijeti inovativne i tržišno utemeljene poduzetničke projekte i omogućiti im da budu uspješni, održivi i konkurentni te da pridonose gospodarskom rastu. Projekt se sastojao od četiri natječaja – „Moj motiv 2.0.“ za kreativno obrtništvo, „Moja zelena zona“  za zeleno poduzetništvo, „Moja prilika“ za inovativne poduzetničke koncepte i „Moja zajednica“ za društvena poduzeća.

## Društvena odgovornost
Praksa društveno odgovornog poslovanja godinama je dio ukupne poslovne politike Zagrebačke banke. Društveno odgovorno poslovanje promovira se na različite načine: osnovnim poslovnim aktivnostima, ulaganjem u zajednicu i partnerstva, brigom i skrbi o zaposlenicima te edukacijama.
Zagrebačka banka ima oko 4300 zaposlenika, što je čini jednim od najvećih, a prema neovisnim istraživanjima i jednim od najpoželjnijih poslodavaca u Hrvatskoj. Međunarodni neovisni Institut CRF (the Corporate Research Foundation), koji već dvadeset godina bira najbolje poslodavce u Europi, dodijelio je Zagrebačkoj banci kao članici Grupe UniCredit europsku nagradu za vrhunskog poslodavca u 2012. i 2013. godini, odnosno certifikat Top Employers Europe 2012. i Top Employers Europe 2013.
Na području brige o okolišu Banka je još u 1995., kao prva u Hrvatskoj, uvela ekološke klauzule u ugovorima o dugoročnim investicijskim kreditima. Od 1998. razvija se koncept realizacije ekoloških projekata kao oblika izravne financijske pomoći projektima očuvanja krajobrazne raznolikosti. Od tada do danas je realizirano je osam velikih ekoloških projekata.
Godine 2005. Zagrebačka banka objavila je svoje prvo Socijalno izvješće, a od tada svake godine u Izvješću o održivosti Grupe UniCredit prezentira svoje aktivnosti usmjerene različitim dionicima i unapređenju na području društveno odgovornog poslovanja.
Godine 2011. pokrenula je na Facebooku ekoaplikaciju „Živim zeleno“ na kojoj su korisnici virtualno sadili i zalijevali sadnice pomažući tako svojoj županiji da osvoji 300.000 kuna za realizaciju aktualnog ekoprojekta u stvarnom životu. Pobijedila je Istarska županija.
Značajan je i odgovoran odnos prema klijentima koji se očituje u brizi za zaštitu klijenata i davanju točnih informacija o kvaliteti usluga Banke. Odnos prema investiranju očituje se u mnogobrojnim kreditnim aranžmanima povezanim s infrastrukturom, pri čemu se u partnerstvu s državom ostvaruju dugoročni pozitivni učinci na zajednicu, odnosno kreiranje novih radnih mjesta.
U 2011. lansiran je program „Obrtnik i partner“ u suradnji s Hrvatskom obrtničkom komorom, nastao s ciljem promicanja interesa hrvatskoga obrtništva. Svim registriranim obrtnicima izdana je Visa obrtnička kartica kojom ostvaruju popuste i razne modele pogodnosti na prodajno-uslužnim mjestima ugovornih partnera programa.
Prvi sveobuhvatni portal za nekretnine i kulturu stanovanja u Hrvatskoj Domosfera.hr, čiji je pokretač Zagrebačka banka, a realizator članica Grupe Zagrebačke banke – tvrtka Suvremene poslovne komunikacije, započeo je s radom 2012. Uz širok izbor nekretnina, portal nudi i velik broj proizvoda, usluga i savjeta stručnjaka u području uređenja, financiranja i osiguranja stambenog prostora.
Zagrebačka banka ima i Donaciju godine, koju dodjeljuje od 2005. Tako je u suradnji s Hrvatskom obrtničkom komorom raspisan natječaj za originalni proizvod s prepoznatljivim tradicijskim motivom ili izrađen obrtničkom tehnikom. Tim su zajedničkim projektom Banka i HOK željeli dati svoju potporu domaćoj proizvodnji, plasmanu domaćih obrtničkih proizvoda na tržište i njihovu što boljem ukupnom uspjehu.
Krajem lipnja 2013. pokrenuta je mikrostranica Zelena zona s ciljem promicanja energetske učinkovitosti i raznovrsnih ekološki orijentiranih aktivnosti. Zelena zona mjesto je na kojem građani i tvrtke mogu naći potrebne informacije i educirati se o mogućnostima ostvarivanja ušteda uz donošenje osobnih i poslovnih odluka u skladu s očuvanjem okoliša, zdravim životnim odabirima i afirmativnim društvenim djelovanjem.

## Nagrade i priznanja[6]
Emefinance:
- 2013. Najbolja banka u Hrvatskoj
- 2013. Najbolja investicijska banka u Hrvatskoj
- 2012. Najbolji broker u Hrvatskoj u 2011. godini
- 2012. Najbolja investicijska banka u Hrvatskoj u 2011. godini
- 2012. Najbolja banka u Hrvatskoj u 2011. godini
- 2011. Najbolja banka u Hrvatskoj u 2010. godini
- 2011. Najbolja investicijska banka u Hrvatskoj u 2010. godini
- 2011. Najbolji broker u Hrvatskoj u 2010. godini
- 2010. Najbolja banka u Hrvatskoj u 2009. godini
- 2009. Najbolja banka u Hrvatskoj u 2008. godini

Green Superbrands Croatia:
- 2012. Nagrada Green Superbrands

Corporate Research Foundation:
- 2012. Međunarodni certifikat za vrhunskog poslodavca

Global Finance:
- 2012. Najbolja banka u Hrvatskoj u 2011. godini
- 2011. Najbolja banka skrbnik nad vrijednosnim papirima u 2010. godini
- 2010. Najbolja banka skrbnik nad vrijednosnim papirima u 2009. godini

Euromoney:
- 2013. Najbolja banka u cash managementu
- 2012. Najbolja banka u cash managementu
- 2012. Najbolja banka u Hrvatskoj u 2011. godini
- 2011. Najbolja banka u cash managementu
- 2011. Najbolja banka u Hrvatskoj u 2010. godini
- 2010. Najbolja banka u cash managementu
- 2009. Najbolja investicijska banka u Hrvatskoj u 2009. godini
- 2009. Najbolja banka u cash managementu u Hrvatskoj u 2009. godini

Superbrands Adriatic:
- 2011. Najjači brand na hrvatskom bankarskom tržištu
- 2010. Najjači brand na hrvatskom bankarskom tržištu
- 2009. Najjači brand na hrvatskom bankarskom tržištu

Zagrebačka burza i Lider:
Godine 2010. Financijska dionica godine, ZB Invest – Najbolje društvo za upravljanje investicijskim fondovima u Hrvatskoj i Najbolji obveznički fond (ZB bond)
The Banker:
- 2010. Najbolja banka u Hrvatskoj u 2010. godini
- 2009. Najbolja banka u Hrvatskoj u 2009. godini

Best Buy Award:
- 2010. Banka najboljeg omjera cijene i kvalitete u Hrvatskoj

Hrvatska udruga za odnose s javnošću:
- 2010. Grand Prix 2010. za Komunikacijski priručnik Zagrebačke banke

HRT emisija Poslovni klub, tvrtka Kapital klub, poslovni tjednik Lider i Zagrebačka burza:
- 2009. Zlatna financijska dionica za 2008.
- 2007. Zlatna financijska dionica desetljeća

Donacije info:
- 2008. Najbolja korporativna donacija – za projekt Donacija godine 2007. Petrova trudionica
- 2007. Najbolja korporativna donacija – za projekt Donacija godine 2006. udruzi Krijesnice

## Zagrebačka banka u brojkama[5][9]
- 117 poslovnica
- 868 bankomata
- 620 tisuća korisnika internetskog bankarstva e-zabe
- 495 tisuća korisnika mobilnog bankarstva m-zabe
- 58 poduzetničkih i komercijalnih centara
- 2,7 milijuna korisnika kartica
- 3.838 zaposlenika

## Vanjske poveznice
- Službena međumrežna stranica